# FC Dordrecht
Football Club Dordrecht je nizozemski nogometni klub iz Dordrechta. U sezoni 2019./20. se natječe u Eerste divisie, drugom rangu nizozemskog nogometa. Klub je osnovan 16. kolovoza 1883. godine kao Dordrechtsche Football Club, a postao je profesionalan 1954. godine kad i većina ostalih klubova u Nizozemskoj. Domaće utakmice igra na GN Bouw Stadionu, koji može primiti 4.235 gledatelja. Dva puta su osvojili nizozemski kup, 1914. i 1932. godine.

## Vanjske poveznice
- Službene stranice